# خربوق أبيض
خُرْبُوق أبيض  أو بقلة الرماح  أو خربق أو خربوق هو نبات سام في فصيلة الزهور الحزمية. موطنها الأصلي أوروبا وأجزاء من غرب آسيا (غرب سيبيريا وتركيا والقوقاز).

## وصف
ساقه تعلو نحو ١٥٠ سم، أوراقه زباء الصفحة السفلى. أزهاره إلى البياض العاجي يعلوه مواج أخضر. ازهراره صيفي يستمر من أواسط تموز إلى آب.

## الاستخدامات
استخرج من جذاميره المجففة عصائر لمدة وجيزة لتكون مبيدًً للآفات المسببة من خنفساء بطاطس كلورادو .

## السمومية
استخدمت عصارته في المشروبات وذلك لأنهم اختالوها نوعًا ثوم الدببة. جميع أجزاء النبات سامة بما في ذلك رائحتها.

### أعراض
عادة ما تحدث أعراض التسمم القلوي في غضون ثلاثين دقيقة إلى أربع ساعات من الابتلاع ،  وتشمل:
- التقيؤ
- وجع بطن
- انخفاض ضغط الدم
- بطء القلب
- غثيان
- النعاس
- دوار
- اتساع حدقة العين

### الإسكندر الأكبر
يتركز الجدل بين المؤرخين حول سبب وفاة الإسكندر الأكبر. يعتقد البعض أن الملك المقدوني مات لأسباب طبيعية ويعتقد البعض الآخر أنه تسمم. تشير قصة الإسكندر إلى أن دائرته المقربة تآمرت لاغتياله عند عودته إلى بابل. تشير نظرية اقترحها شيب في عام 2013 إلى أن الخربق الأبيض قد استخدم لقتل الإسكندر الأكبر. يجادل شيب بأن المشتبه بهم المعتادين الذين يُعتقد أنهم الجانيون ، مثل الزرنيخ والستركنين ، كانوا سيتصرفون بسرعة كبيرة جدًا لربطهم بالحسابات التاريخية. كان الإسكندر مريضًا لمدة اثني عشر يومًا وعانى من أعراض مرادفة لتسمم الخربق الأبيض. والجدير بالذكر أن النظرية تعززت من خلال الاقتراح القائل بأن الإسكندر شرب النبيذ المسموم الخربق الأبيض. توضح الروايات من ديودور الصقلي أن الملك أصيب بالألم بعد شرب وعاء كبير من النبيذ غير المخلوط تكريما لهرقل.